# Шпринг (коммуна)
Шпринг (рум. Șpring) — коммуна в составе жудеца Алба (Румыния).

## Состав
В состав коммуны входят следующие населённые пункты (данные о населении за 2002 год)::
- Шпринг (рум. Șpring) — 807 жителей — административный центр коммуны

- Вингард (рум. Vingard) — 612 жителя
- Кунца (рум. Cunța) — 609 жителей
- Драшов (рум. Drașov) — 503 жителя
- Карпен (рум. Carpen) — 5 жителей
- Карпен-де-Сус (рум. Carpenii de Sus) — ? жителей

## География
Коммуна расположена в 249 км к юго-западу от Бухареста, 19 км к юго-востоку от Алба-Юлии, 90 км к югу от Клуж-Напока, 146 км к западу от Брашова.

## Население
По данным переписи населения 2002 года в коммуне проживали 2536 человек.

### Национальный состав
| Национальность | Кол-во человек | Процент |
| -------------- | -------------- | ------- |
| Румыны         | 2423           | 95,5 %  |
| Цыгане         | 91             | 3,6 %   |
| Немцы          | 22             | 0,9 %   |

### Родной язык
| Язык      | Кол-во человек | Процент |
| --------- | -------------- | ------- |
| Румынский | 2494           | 98,3 %  |
| Немецкий  | 22             | 0,9 %   |
| Цыганский | 20             | 0,8 %   |

### Вероисповедание
| Вероисповедание | Кол-во человек | Процент |
| --------------- | -------------- | ------- |
| Православные    | 2355           | 92,9 %  |
| Бретрены        | 131            | 5,2 %   |
| Лютеране        | 29             | 1,1 %   |
| Баптисты        | 9              | 0,4 %   |
| Греко-католики  | 4              | 0,2 %   |
| Пятидесятники   | 3              | 0,1 %   |
| Римо-католики   | 1              | < 0,1 % |
| Не указали      | 1              | < 0,1%  |